# Sữa chua

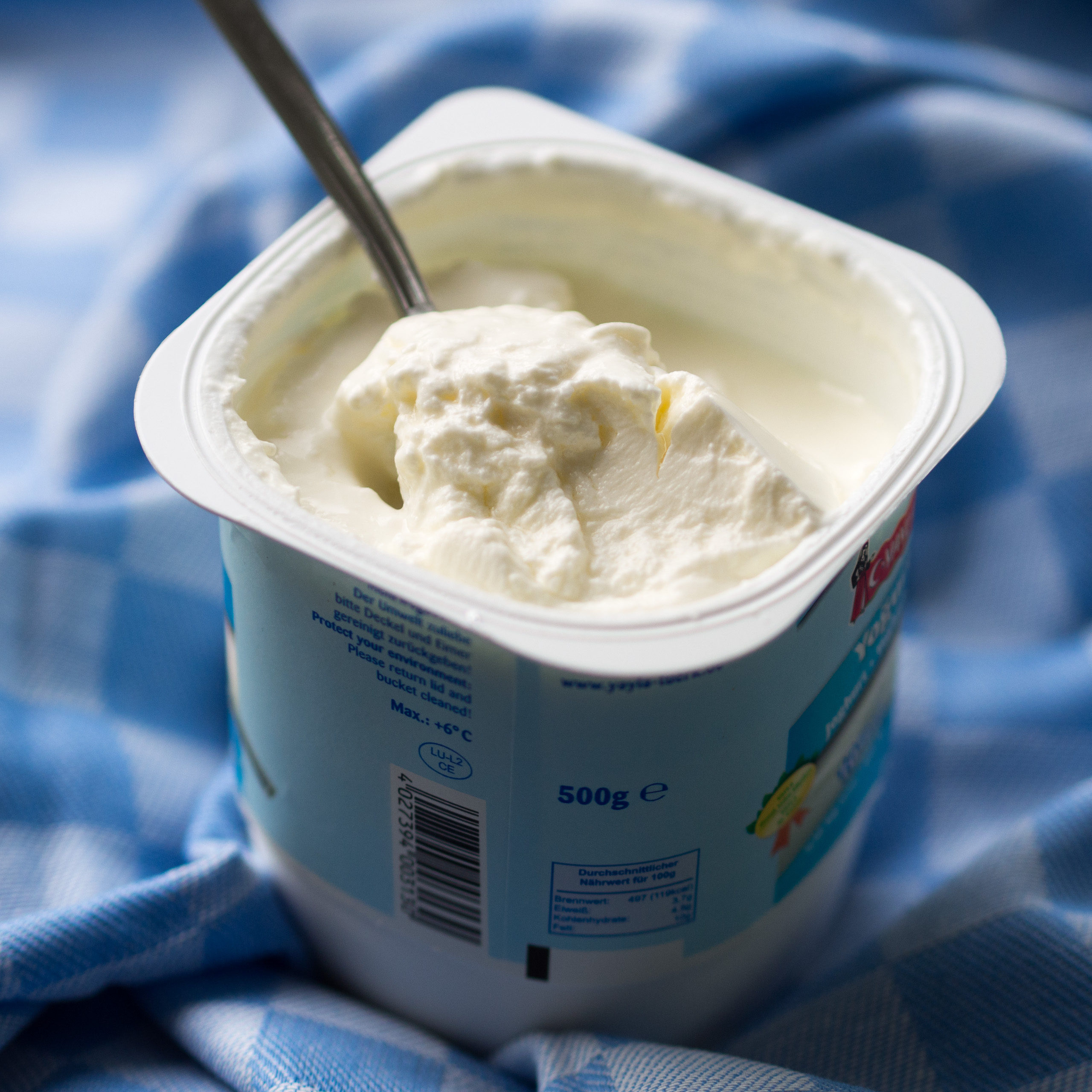
Một sản phẩm sữa chua đóng hộp phổ biến

Sữa chua hay Yogurt (ya-ua) là một chế phẩm sữa được sản xuất bằng cách cho vi khuẩn lên men sữa. Mọi loại sữa có thể dùng để làm sữa chua nhà làm, nhưng trong cách chế tạo hiện đại, sữa bò được dùng nhiều nhất.
Sữa chua đặc và yaourt là sản phẩm lên men lactic từ sữa bò tươi, sữa bột hay sữa động vật nói chung sau khi đã khử chất béo và thanh trùng vi khuẩn gây bệnh bằng phương pháp tiệt trùng Pasteur ở nhiệt độ 80-90 °C.

## Quá trình tạo thành

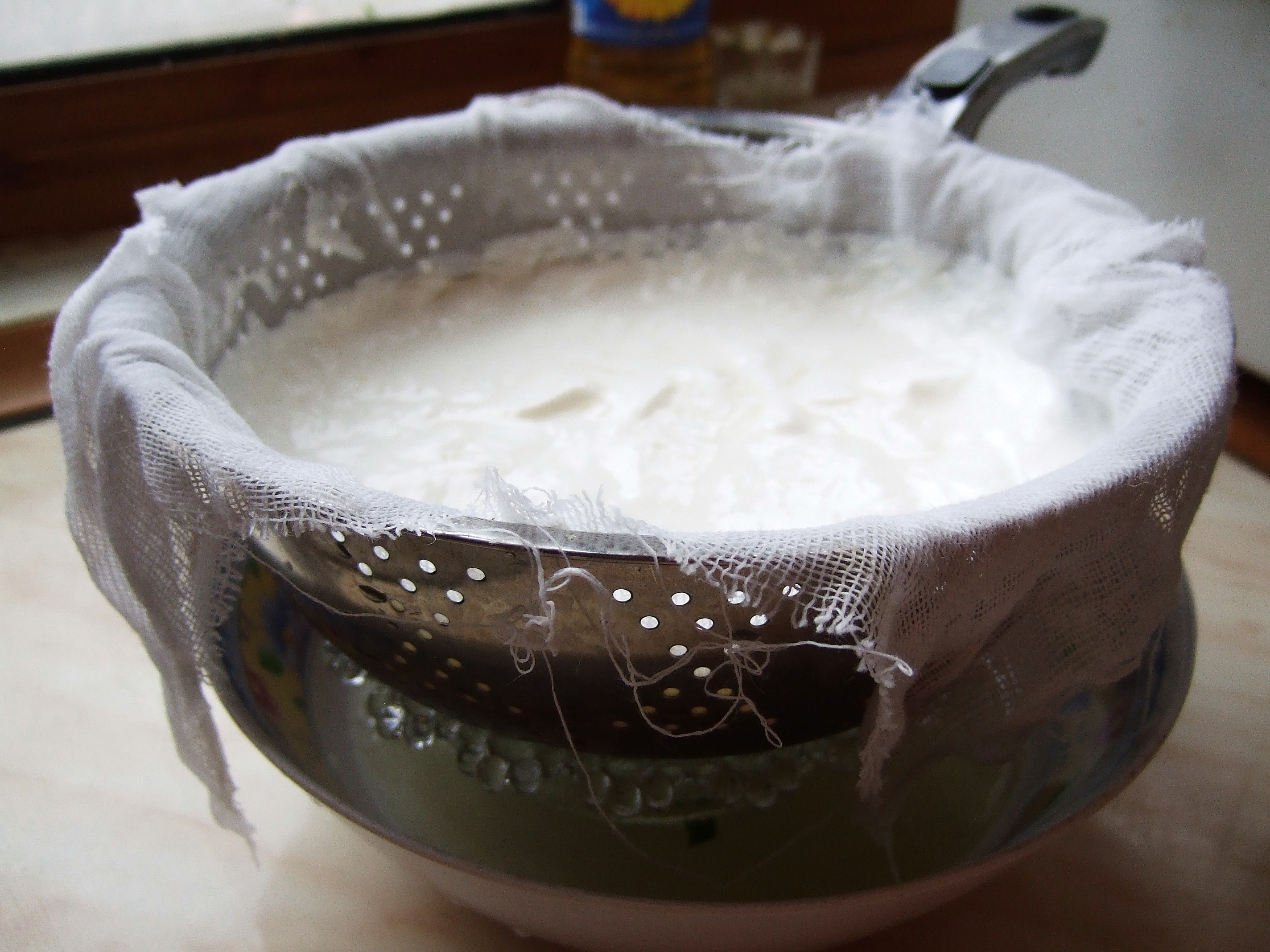
Lên men sữa chua kiểu truyền thống

Sữa lên men thành sữa chua do vi khuẩn lactic và hiện tượng này gọi là lên men lactic. Sữa chua có vị sánh, sệt do vi khuẩn lactic đã biến dịch trong sữa thành dịch chứa nhiều axit lactic:
Đường lactose + (xt) vi khuẩn lactic => axit lactic + năng lượng (ít).
Từ đó, độ pH trong sữa giảm thấp, casein trong sữa sẽ đông tụ và làm cho sữa từ lỏng trở thành sệt.

## Thành phần

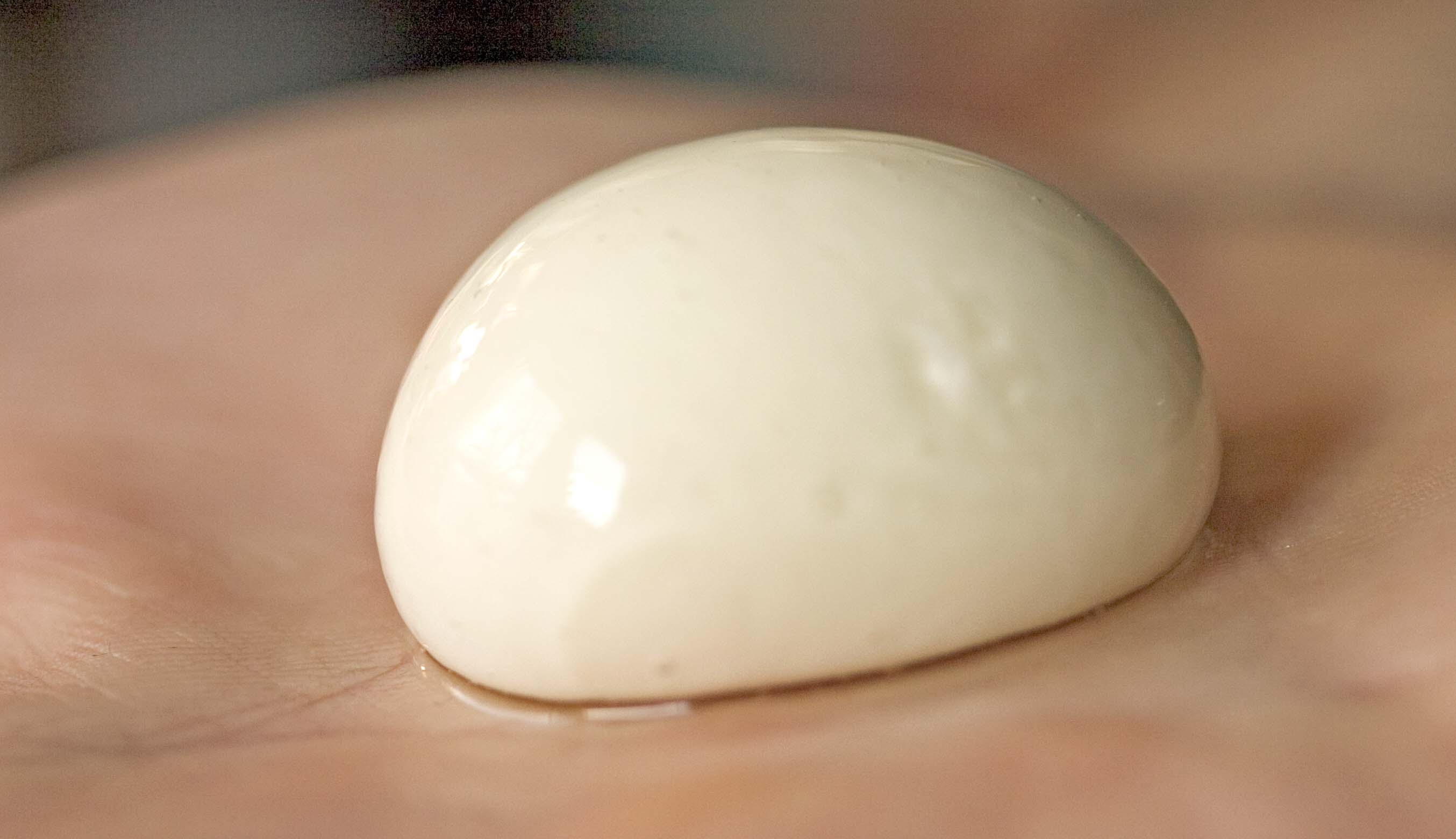
Sữa chua sánh kết đông trên bàn tay

Sữa chua chứa rất nhiều các khoáng chất như calci, vitamin C, vitamin D, kẽm, axit lactic và probiotic. Hàm lượng các chất có trong 180 gram sữa chua bao gồm:
- Năng lượng: 100-150 kcal
- Chất béo: 3,5 gram
- Chất béo bão hòa: 2 gram
- Protein: ít nhất 8-10 gram
- Đường: 20 gram hoặc ít hơn
- Calci: ít nhất 20% lượng calci cần thiết hàng ngày
- Vitamin D: ít nhất 20% lượng vitamin D cần thiết hàng ngày

## Công dụng

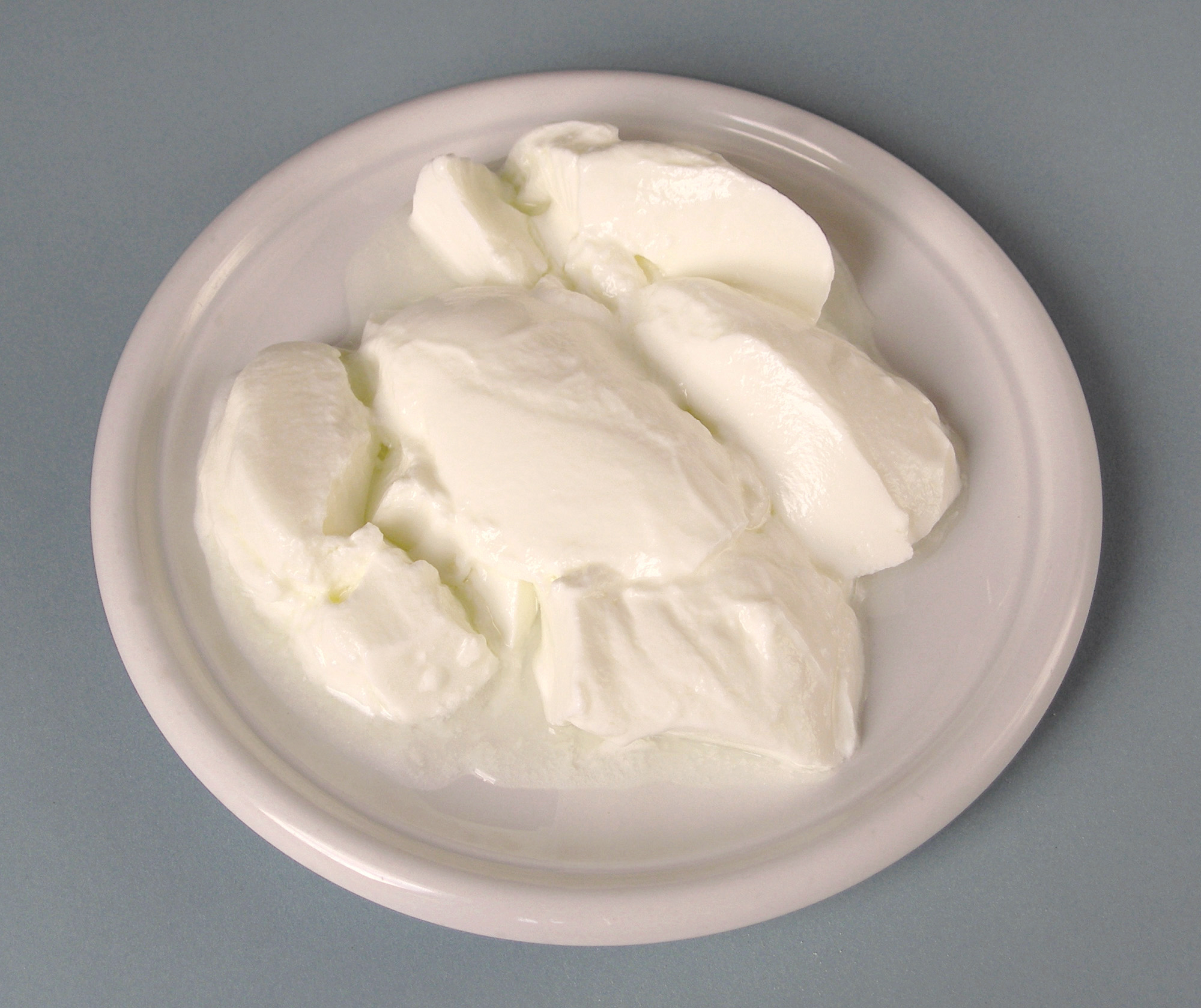
Dĩa sữa chua truyền thống

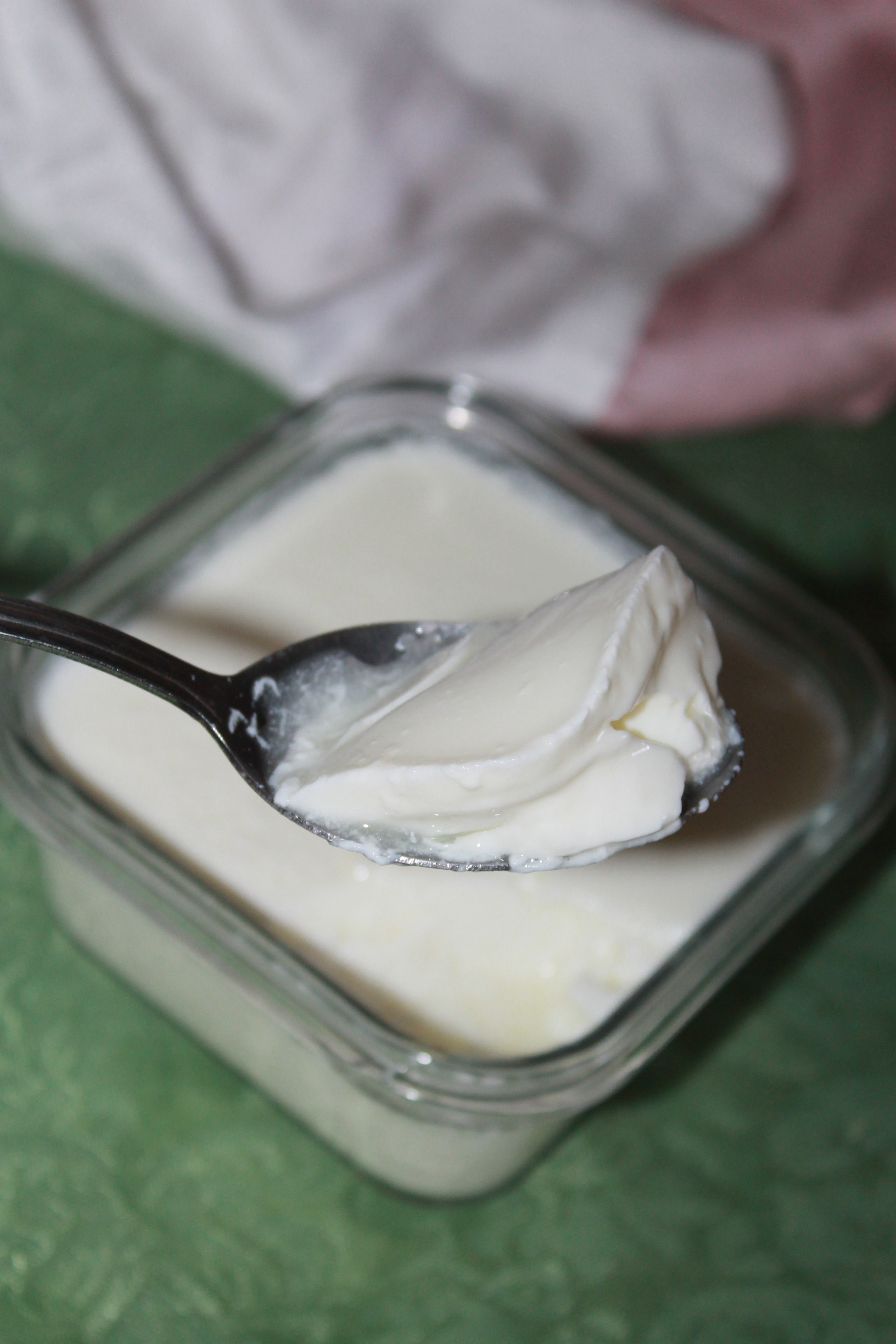
Sữa chua

Từ lâu sữa chua được biết đến như một nguồn bổ sung calci, kẽm và các vi khuẩn có lợi cho đường ruột. Các công dụng nổi bật của sữa chua bao gồm:
- Hỗ trợ tiêu hóa, bổ sung vi khuẩn có lợi cho đường ruột: vì sữa chua có rất nhiều các vi sinh vật probiotic
- Tăng cường sức đề kháng: ăn sữa chua thường xuyên cũng làm tăng khả năng miễn dịch của cơ thể
- Giúp giảm cân: ăn sữa chua hằng ngày giúp bạn có một vòng eo lý tưởng. Theo một nghiên cứu của tiến sĩ Michael Zemel từ đại học Tennessee, Knoxville: Khi ăn sữa chua cơ thể tiết ra ít cortisol hơn, giúp cho các amino acid dễ dàng đốt cháy các chất béo làm giảm hàm lượng mỡ bụng trong vòng eo của bạn.
- Ngăn ngừa cao huyết áp: trung bình khoảng 70% chúng ta tiêu thụ lượng muối trong cơ thể ít hơn hàm lượng muối hấp thụ, quá trình này diễn ra thường xuyên khiến xảy ra các bệnh suy thận, tim và cao huyết áp. Chỉ cần sử dụng sữa chua hàng ngày, kali có trong sữa chua sẽ giúp cơ thể loại bỏ muối dư thừa trong cơ thể của bạn.
- Giảm cholesterol.
- Bảo vệ răng miệng: sữa chua có hàm lượng chất béo thấp nên không gây ra các vấn đề về răng, miệng. Axit lactic có trong sữa chua cũng góp phần bảo vệ lợi rất tốt.
- Bổ sung calci giúp xương và răng chắc khỏe.
- Giúp làm đẹp da và bảo vệ tóc.

## Kết hợp
Sữa chua khi ăn có thể để thêm vài miếng trái cây, rất bổ dưỡng cho sức khỏe và còn kích thích vị giác. Nó có thể là một bữa xế bổ dưỡng.

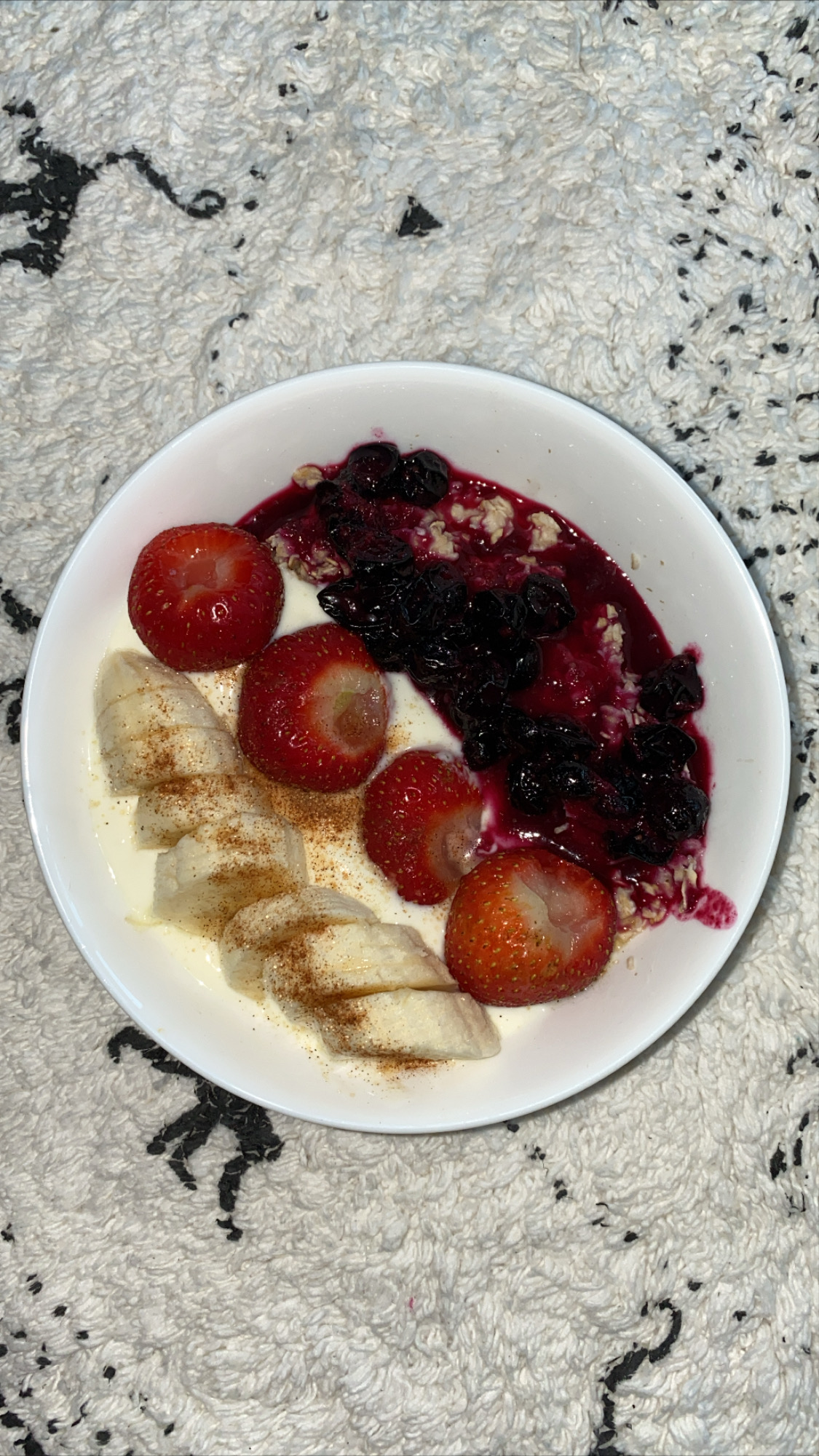
Một bát sữa chua với vài miếng trái cây